# Circolo Nautico Posillipo 2016-2017

## Rosa
| N° |                    | Ruolo | Giocatore                 |
| -- | ------------------ | ----- | ------------------------- |
| 13 | Italia (bandiera)  | P     | Tommaso Negri             |
| 1  | Ucraina (bandiera) | P     | Mykhaylo Andriy Sudomlyak |
| 3  | Italia (bandiera)  | D     | Simone Rossi              |
| 4  | Italia (bandiera)  | D     | Gianluigi Foglio          |
| 11 | Grecia (bandiera)  | D     | Giorgos Dervisis          |
| 12 | Italia (bandiera)  | CV    | Paride Saccoia (capitano) |
| 6  | Italia (bandiera)  | CV    | Giuliano Mattiello        |

| N° |                       | Ruolo | Giocatore               |
| -- | --------------------- | ----- | ----------------------- |
| 8  | Serbia (bandiera)     | A     | Gavril Subotić          |
| 7  | Italia (bandiera)     | A     | Vincenzo Renzuto Iodice |
| 2  | Italia (bandiera)     | A     | Nicola Cuccovillo       |
| 9  | Grecia (bandiera)     | A     | Angelos Vlachopoulos    |
| 5  | Montenegro (bandiera) | CB    | Filip Klikovac          |
| 10 | Italia (bandiera)     | CB    | Luca Marziali           |

- Allenatore: Mauro Occhiello
- Vice-Allenatore: Vincenzo Pariso
- Preparatore Atletico: Dino Sangiorgio
- Fisioterapista: Giancarlo Colonna

## Mercato
| Acquisti | Acquisti             | Acquisti          |
| R.       | Nome                 | da                |
| -------- | -------------------- | ----------------- |
| D        | Giorgos Dervisis     | Olympiakos        |
| D        | Simone Rossi         | Acquachiara       |
| A        | Gavril Subotić       | Partizan          |
| A        | Angelos Vlachopoulos | Olympiakos        |
| CB       | Luca Marziali        | Acquachiara       |
| CV       | Giuliano Mattiello   | Canottieri Napoli |

| Cessioni | Cessioni             | Cessioni          | Cessioni |
| R.       | Nome                 | a                 |          |
| -------- | -------------------- | ----------------- | -------- |
| P        | Enrico Caruso        | Ortigia           |          |
| D        | Andro Bušlje         | Olympiakos        |          |
| CV       | Vincenzo Dolce       | Canottieri Napoli |          |
| A        | Lorenzo Briganti     | Roma Vis Nova     |          |
| A        | Valentino Gallo      | Sport Management  |          |
| A        | Jerko Marinić Kragić | fine rapporto     |          |
| CB       | Giacomo Saviano      | Salerno           |          |